# Ciclismo nos Jogos Olímpicos de Verão de 2024 - Madison masculino
A prova de madison masculino do ciclismo nos Jogos Olímpicos de Verão de 2024 ocorreu em 10 de agosto de 2024 no Velódromo de Saint-Quentin-en-Yvelines, em Montigny-le-Bretonneux. Um total de 30 ciclistas de 15 Comitês Olímpicos Nacionais (CON) participaram do evento.

## Qualificação
Cada Comitê Olímpico Nacional (CON) poderia inscrever uma equipe de dois ciclistas no madison. As vagas são atribuídas ao CON, que seleciona os ciclistas. A qualificação se deu inteiramente através do ranking olímpico da União Ciclística Internacional (UCI) de 2022–24. Os oito primeiros CONs do ranking para a perseguição por equipes também qualificaram automaticamente uma equipe no madison. Outras cinco vagas foram alocadas para CONs subsequentes por meio do ranking.

## Formato
O madison é uma corrida de pontos que envolve todas as 15 equipes competindo ao mesmo tempo e em uma única fase. Um ciclista de cada equipe compete de cada vez; os dois membros da equipe podem trocar a qualquer momento. A distância é de 200 voltas (50 km). As equipes marcam pontos de duas maneiras: percorrendo o velódromo e em sprints. Uma equipe que ganha uma volta recebe 20 pontos; aquele que perde uma volta tem 20 pontos deduzidos. Cada décima volta é um sprint, com o primeiro a terminar a volta ganhando 5 pontos, o segundo 3 pontos, o terceiro 2 pontos e o quarto 1 ponto. Os valores dos pontos são duplicados para o sprint final.

## Calendário
Horário local (UTC+2)
| Data                 | Hora  | Fase  |
| -------------------- | ----- | ----- |
| 10 de agosto de 2024 | 17:59 | Final |

## Medalhistas
|  | POR Portugal             |  | ITA Itália                   |  | DEN Dinamarca                |
|  | Iúri Leitão Rui Oliveira |  | Simone Consonni Elia Viviani |  | Niklas Larsen Michael Mørkøv |

## Resultados
As equipes com as maiores pontuações após 200 voltas (sendo 20 delas sprints), totalizando 50 km percorridos, conquistam as medalhas.
| Pos.              | Ciclista                                | CON               | Sprint | Sprint | Sprint | Sprint | Sprint | Sprint | Sprint | Sprint | Sprint | Sprint | Sprint | Sprint | Sprint | Sprint | Sprint | Sprint | Sprint | Sprint | Sprint | Sprint | Voltas | Voltas | Ordem final | Total |
| Pos.              | Ciclista                                | CON               | 1      | 2      | 3      | 4      | 5      | 6      | 7      | 8      | 9      | 10     | 11     | 12     | 13     | 14     | 15     | 16     | 17     | 18     | 19     | 20     | +      | −      | Ordem final | Total |
| ----------------- | --------------------------------------- | ----------------- | ------ | ------ | ------ | ------ | ------ | ------ | ------ | ------ | ------ | ------ | ------ | ------ | ------ | ------ | ------ | ------ | ------ | ------ | ------ | ------ | ------ | ------ | ----------- | ----- |
| Medalha de ouro   | Iúri Leitão Rui Oliveira                | POR Portugal      |        |        |        | 5      | 3      |        |        |        |        |        |        |        |        |        |        | 2      | 5      | 5      | 5      | 10     | 20     |        | 1           | 55    |
| Medalha de prata  | Simone Consonni Elia Viviani            | ITA Itália        |        |        | 5      |        |        | 5      |        | 5      | 5      |        | 2      |        |        |        |        | 1      |        |        |        | 4      | 20     |        | 3           | 47    |
| Medalha de bronze | Niklas Larsen Michael Mørkøv            | DEN Dinamarca     | 1      | 3      |        |        |        |        |        |        | 3      | 5      |        | 2      | 3      |        | 1      |        |        |        | 3      |        | 20     |        | 5           | 41    |
| 4                 | Aaron Gate Campbell Stewart             | NZL Nova Zelândia |        | 2      | 1      |        | 2      |        | 5      |        |        | 3      | 3      | 1      |        | 3      |        | 3      | 3      | 3      | 2      | 2      |        |        | 4           | 33    |
| 5                 | Roger Kluge Theo Reinhardt              | GER Alemanha      |        |        |        | 3      |        | 1      | 1      |        |        |        | 5      |        | 5      |        |        |        |        | 1      | 1      | 6      |        |        | 2           | 23    |
| 6                 | Shunsuke Imamura Kazushige Kuboki       | JPN Japão         |        |        |        |        |        |        |        | 3      |        |        |        | 5      |        |        |        |        | 2      | 2      |        |        | 20     | 20     | 6           | 12    |
| 7                 | Denis Rugovac Jan Voneš                 | CZE Chéquia       |        |        |        |        |        |        |        |        | 2      |        |        |        |        | 5      | 5      |        |        |        |        |        | 20     | 20     | 8           | 12    |
| 8                 | Sebastián Mora Albert Torres            | ESP Espanha       |        |        |        |        | 5      | 3      | 3      |        |        | 2      |        |        |        | 2      |        |        |        |        |        |        |        | 20     | 12          | –5    |
| 9                 | Oliver Wood Mark Stewart                | GBR Grã-Bretanha  |        |        | 2      |        |        |        | 2      |        |        |        | 1      | 3      | 1      |        | 2      |        |        |        |        |        |        | 20     | 9           | –9    |
| 10                | Lindsay De Vylder Fabio Van den Bossche | BEL Bélgica       | 3      | 1      |        | 2      | 1      |        |        | 2      |        |        |        |        |        |        |        |        |        |        |        |        |        | 20     | 10          | –11   |
| 11                | Thomas Boudat Benjamin Thomas           | FRA França        |        |        |        |        |        |        |        |        |        | 1      |        |        |        | 1      |        |        |        |        |        |        |        | 20     | 13          | –18   |
| 12                | Sam Welsford Kelland O'Brien            | AUS Austrália     | 2      |        | 3      | 1      |        | 2      |        |        | 1      |        |        |        | 2      |        |        |        |        |        |        |        |        | 60     | 7           | –49   |
| 13                | Mathias Guillemette Michael Foley       | CAN Canadá        |        |        |        |        |        |        |        |        |        |        |        |        |        |        |        |        |        |        |        |        |        | 40     | DNF         | DNF   |
| 14                | Raphael Kokas Maximilian Schmidbauer    | AUT Áustria       | 5      |        |        |        |        |        |        |        |        |        |        |        |        |        |        |        |        |        |        |        | 20     | 80     | DNF         | DNF   |
|                   | Yoeri Havik Jan-Willem van Schip        | NED Países Baixos |        |        |        |        |        |        |        |        |        |        |        |        |        |        |        |        |        |        |        |        |        |        | DSQ         | DSQ   |